# Arthabaska
Pour les articles homonymes, voir Arthabaska (homonymie).
Arthabaska est une municipalité régionale de comté (MRC) du Québec (Canada), située dans la région du Centre-du-Québec. Elle est composée de 23 municipalités et son chef-lieu est Victoriaville. Son préfet est Alain St-Pierre.

## Géographie

### Entités territoriales
La MRC est constituée de vingt-deux municipalités locales.
| Nom                           | Statut                   | Population 2021 | Superficie (km2) | Densité (h/km2) | Ref. |
| ----------------------------- | ------------------------ | --------------- | ---------------- | --------------- | ---- |
| Chesterville                  | Municipalité             | 877             | 116,69           | 7,52            |      |
| Daveluyville                  | Ville                    | 2 360           | 62,7             | 37,64           |      |
| Ham-Nord                      | Municipalité de canton   | 857             | 103,5            | 8,28            |      |
| Kingsey Falls                 | Ville                    | 2 002           | 70,5             | 28,4            |      |
| Maddington Falls              | Municipalité             | 428             | 24,3             | 17,61           |      |
| Notre-Dame-de-Ham             | Municipalité             | 414             | 32,9             | 12,58           |      |
| Saint-Albert                  | Municipalité             | 1 640           | 70,3             | 23,33           |      |
| Saint-Christophe-d'Arthabaska | Municipalité de paroisse | 3 111           | 69,2             | 44,96           |      |
| Saint-Louis-de-Blandford      | Municipalité             | 1 076           | 107,2            | 10,04           |      |
| Saint-Norbert-d'Arthabaska    | Municipalité             | 1 247           | 102,7            | 12,14           |      |
| Saint-Rosaire                 | Municipalité de paroisse | 932             | 109,8            | 8,49            |      |
| Saint-Rémi-de-Tingwick        | Municipalité             | 446             | 73,8             | 6,04            |      |
| Saint-Samuel                  | Municipalité             | 765             | 44,4             | 17,23           |      |
| Saint-Valère                  | Municipalité             | 1 188           | 108,8            | 10,92           |      |
| Sainte-Clotilde-de-Horton     | Municipalité             | 1 563           | 117,1            | 13,35           |      |
| Sainte-Hélène-de-Chester      | Municipalité             | 384             | 84,1             | 4,57            |      |
| Sainte-Séraphine              | Municipalité de paroisse | 425             | 76,2             | 5,58            |      |
| Sainte-Élizabeth-de-Warwick   | Municipalité             | 383             | 51,6             | 7,42            |      |
| Saints-Martyrs-Canadiens      | Municipalité de paroisse | 277             | 117,7            | 2,35            |      |
| Tingwick                      | Municipalité             | 1 484           | 170,1            | 8,72            |      |
| Victoriaville                 | Ville                    | 47 760          | 86,2             | 554,06          |      |
| Warwick                       | Ville                    | 4 729           | 110,29           | 42,88           |      |
| Total                         | Total                    | 74 348          | 1 910,6          | 38,91           |      |

## Démographie
| 1991 | 1996 | 2001   | 2006   | 2011   | 2016   | 2021   |
| ---- | ---- | ------ | ------ | ------ | ------ | ------ |
| -    | -    | 64 089 | 66 247 | 69 237 | 72 014 | 74 348 |

## Toponymie
Le nom de la MRC provient du comté d'Arthabaska à laquelle elle succède. Ce dernier prend lui-même son nom de l'ancienne ville d'Arthabaska (fusionnée à Victoriaville). Arthabaska provient du nom du canton éponyme qui avait été suggéré par John Gregory, marchand de la Compagnie du Nord-Ouest et qui avait acquis le quart du canton. Le « r » fut rajouté l'année même de sa proclamation en 1802 sur la carte du canton dessinée par l'arpenteur John Kilborne. « Athabaska » provient du abenaki ayabaskaw qui signifie « là où il y a des roseaux, du jonc », qui est similaire au nom de la rivière Athabasca, en Alberta. Le canot rabaska provient du même mot algonquien.

## Histoire
La MRC d'Arthabaska a été constituée le 1er janvier 1982.

## Administration
| Période                                  | Période  | Identité          | Étiquette                            | Qualité                |
| ---------------------------------------- | -------- | ----------------- | ------------------------------------ | ---------------------- |
| 1982                                     | 1985     | Réal Crête        | Maire de Saint-Rémi-de-Tingwick      |                        |
| 1985                                     | 1987     | Denis St-Pierre   | Maire de Victoriaville               |                        |
| 1987                                     | 1990     | Marius Lafontaine | Maire de Chesterville                |                        |
| 1990                                     | 1995     | Lionel Beaudoin   | Maire de Sainte-Élizabeth-de-Warwick |                        |
| 1995                                     | 2000     | André Leclerc     | Maire de Warwick                     |                        |
| 2000                                     | 2002     | Claude Bachand    | Maire de Saint-Norbert-d'Arthabaska  | Professeur en sciences |
| 2002                                     | 2005     | Marcel Lévesque   | Maire de Saint-Valère                |                        |
| 2005                                     | 2017     | Lionel Fréchette  | Maire de Sainte-Hélène-de-Chester    |                        |
| 2017                                     | En cours | Alain St-Pierre   | Maire de Saint-Albert                |                        |
| Les données manquantes sont à compléter. |          |                   |                                      |                        |

## Éducation
Commission scolaire des Bois-Francs